# Formigais
Formigais ist ein Ort und eine ehemalige Gemeinde (Freguesia) im portugiesischen Kreis Ourém. Die Gemeinde hatte 374 Einwohner (Stand 30. Juni 2011).
Am 29. September 2013 wurden die Gemeinden Formigais, Freixianda und Ribeira do Farrio zur neuen Gemeinde União das Freguesias de Freixianda, Ribeira do Farrio e Formigais zusammengeschlossen.